# Jaltepec de Arriba
Jaltepec de Arriba är en ort i Mexiko, tillhörande kommunen Almoloya de Alquisiras i den nordvästra delen av delstaten Mexiko, i den centrala delen av landet. Orten hade 397 invånare vid folkräkningen 2010.